# Róna utca
A Róna utca Budapest XIV. kerületének egyik legfontosabb útvonala. A Nagy Lajos király útja és a Kerepesi út között húzódik. Nevét 1879-ben kapta. 1961 márciusától 1990 áprilisáig az utca a meggyilkolt kongói politikus Patrice Lumumba (1925–1961) nevét viselte.

## Története
1873-ban Budapest létrejöttekor kisebb részt a VI., nagyobb részt a VII. kerület része lett. 1879-től Róna utca a neve. Eredetileg a Nagy Lajos király útjától az Egressy útig, 1900-tól a Kerepesi útig húzódott. 1935. június 15-én az újonnan létrehozott XIV. kerület része lett.
Az 1916-ban alakult Corvin Filmgyár a Gyarmat utca és a Bácskai utca közötti részen kezdte meg működését. 1928-ban tönkrement és állami kézbe került, Hunnia Filmgyár Rt. néven. 1964-ben a Hunnia és a Budapest Filmstúdiókat Magyar Filmgyártó Vállalat néven összevonták.
1961 márciusában a két hónappal korábban, januárban meggyilkolt kongói politikus Patrice Lumumba után Lumumba utcára nevezték át.
1961. augusztus 6-án a HA-TSA lajstromjelű Malév sétarepülőgépe Zuglóban szenvedett balesetet, amikor a 224-es számú lakóházára zuhant az Erzsébet királyné útjához közel. A balesetben a személyzet, az utasok, és a földön tartózkodó három ember lelte halálát.
1990 áprilisában visszakapta eredeti nevét.
A Nagy Lajos király útja és a Thököly út között Herminamező, a Thököly úttól a Kerepesi útig a páros oldal Törökőr, a páratlan oldal a Thököly úttól az Egressy útig Kiszugló, a Kerepesi útig Nagyzugló városrészhez tartozik.

### Híres lakói
- Bán Frigyes (1902–1969) Kossuth-díjas filmrendező (171.)
- Delhusa Gjon (1953) énekes, dalszerző (162–170.)
- Illés György (1914–2006) Kossuth-díjas operatőr (171.)
- Kinszki Imre (1901–1945) fotográfus (121.)

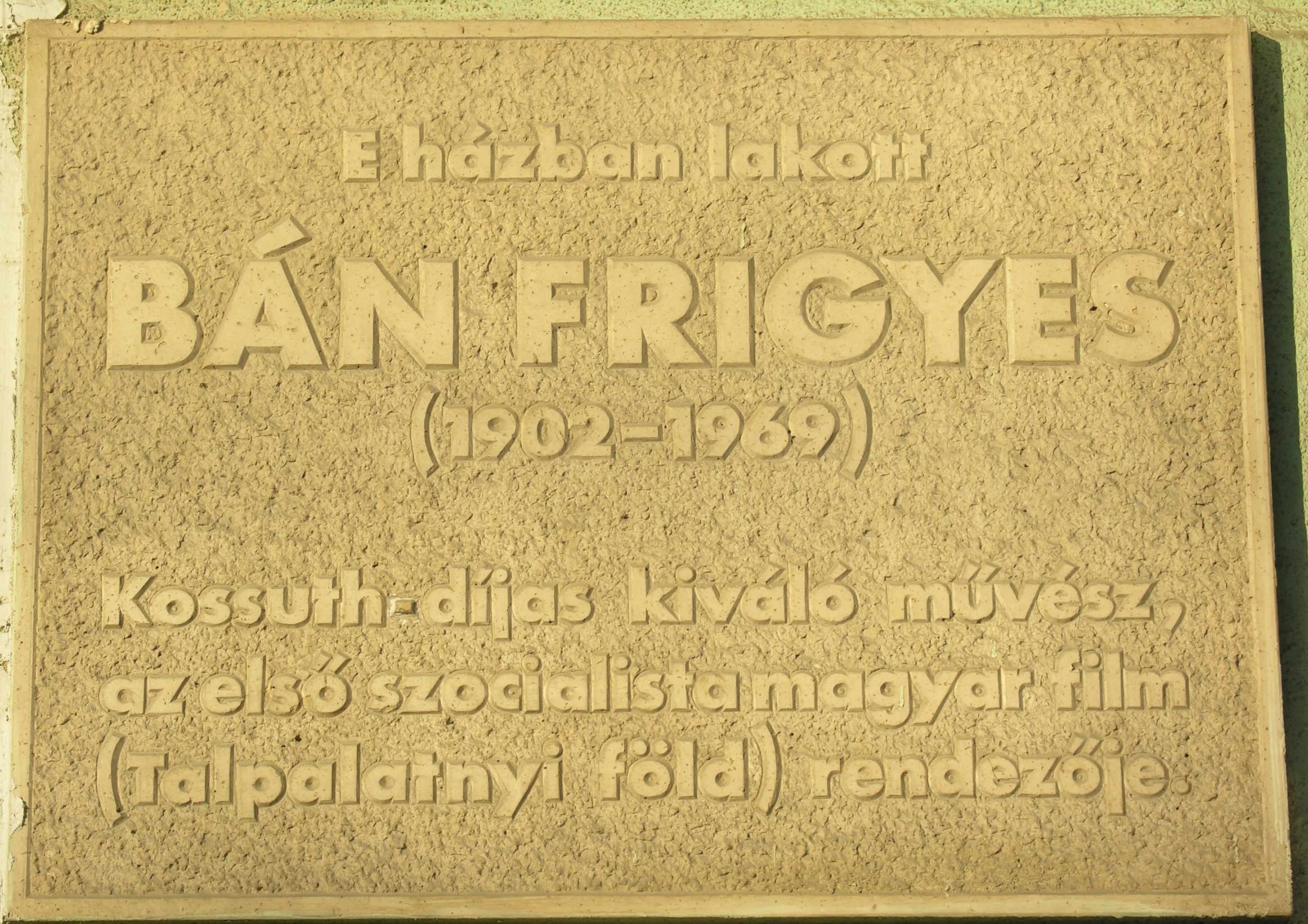
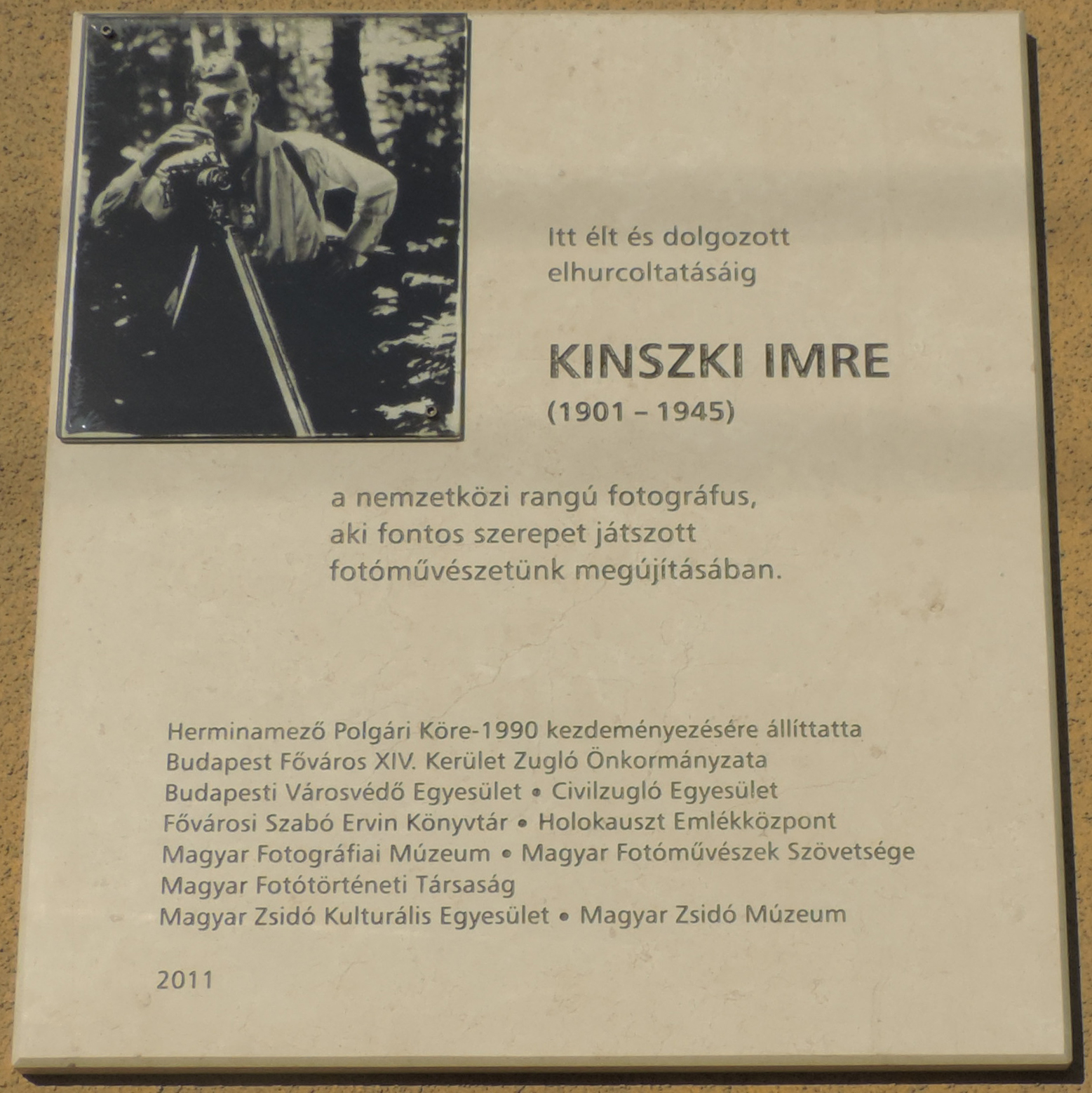
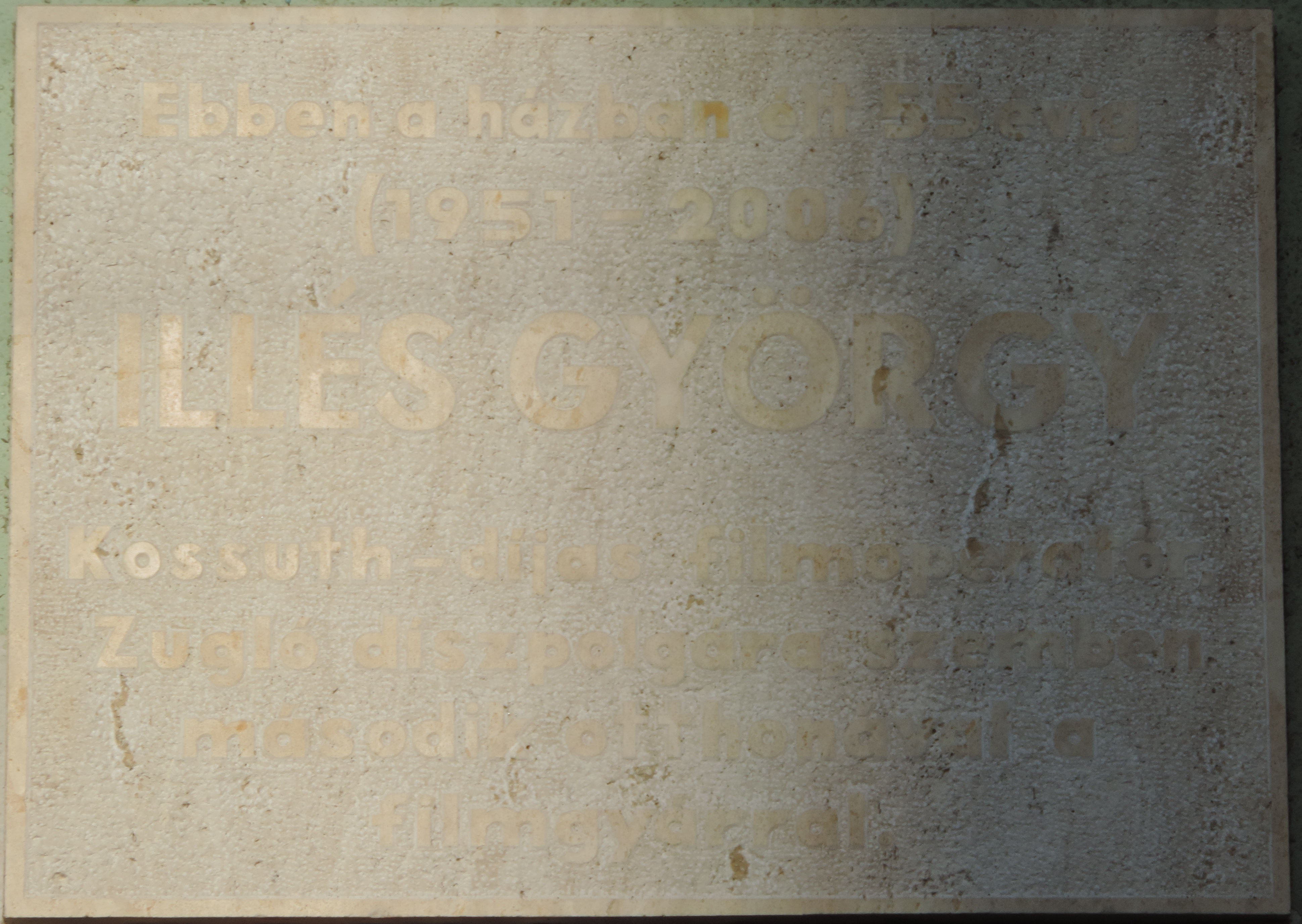

## Épületei
1–21. – Kerepesi úti lakótelep
1954 és 1961 között a Kerepesi út – Nagy Lajos király útja – Bánki Donát utca – Róna utca által határolt területen épült 1600 lakással. A beépítés tervezője Heim Ernő, Brenner János és Fülep Sándor voltak. A lakóházakat Legány Zoltán, Schmidt Lajos, Fülep Sándor, Nánási Sándor, Tkálics Ferenc és Gerey Gyula tervezte.
86–100. – Postás Sporttelep
A Budapesti Postás SE 1899. augusztus 15-én alakult. Első elnöke Hennyei Vilmos igazgató volt. Az állami intézmények közül először a postás dolgozók hozták létre sportegyesületüket. A Rónai utcai sporttelepük 1959-ben nyílt meg. A klubház mellett labdapályák, torna- és tekecsarnok, atlétikai pálya és asztalitenisz-terem tartozik a létesítményekhez.
120. - volt Műszertechnika, majd MATÁV székház
117. – Nyaraló
1890-ben épült nyaraló Jamnitzy Lajos tervei alapján Müller Ferenc órásmester részére.
131. – Családi ház
Az 1890-es években Komócsy Lajos (1848–1892) hírlapíró volt a telek tulajdonosa. A századfordulón Gyöngyösi János minisztériumi tanácsosé volt, aki a ház építtetője lehetett. Az 1920-as években Kutassy Béla fővárosi segédhivatal igazgató tulajdonában volt.
134–172. – Róna utcai lakónegyed
1954 és 1957 között épült 724 lakással a Bácskai utca, Thököly út és a Bölcsöde utca közötti szakaszon a páros oldalon. A lakótelep építész tervezője a Schrőmer Ervin volt a KÖZTI-től. 1957-ben itt forgatták a Csendes otthon című filmet Bán Frigyes rendezésében, Zenthe Ferenc és Galambos Erzsi főszereplésével.
137. – Családi ház
1897-ben épült családi ház Heufich Adolf tervei alapján Röck Károly kőművesmester számára.

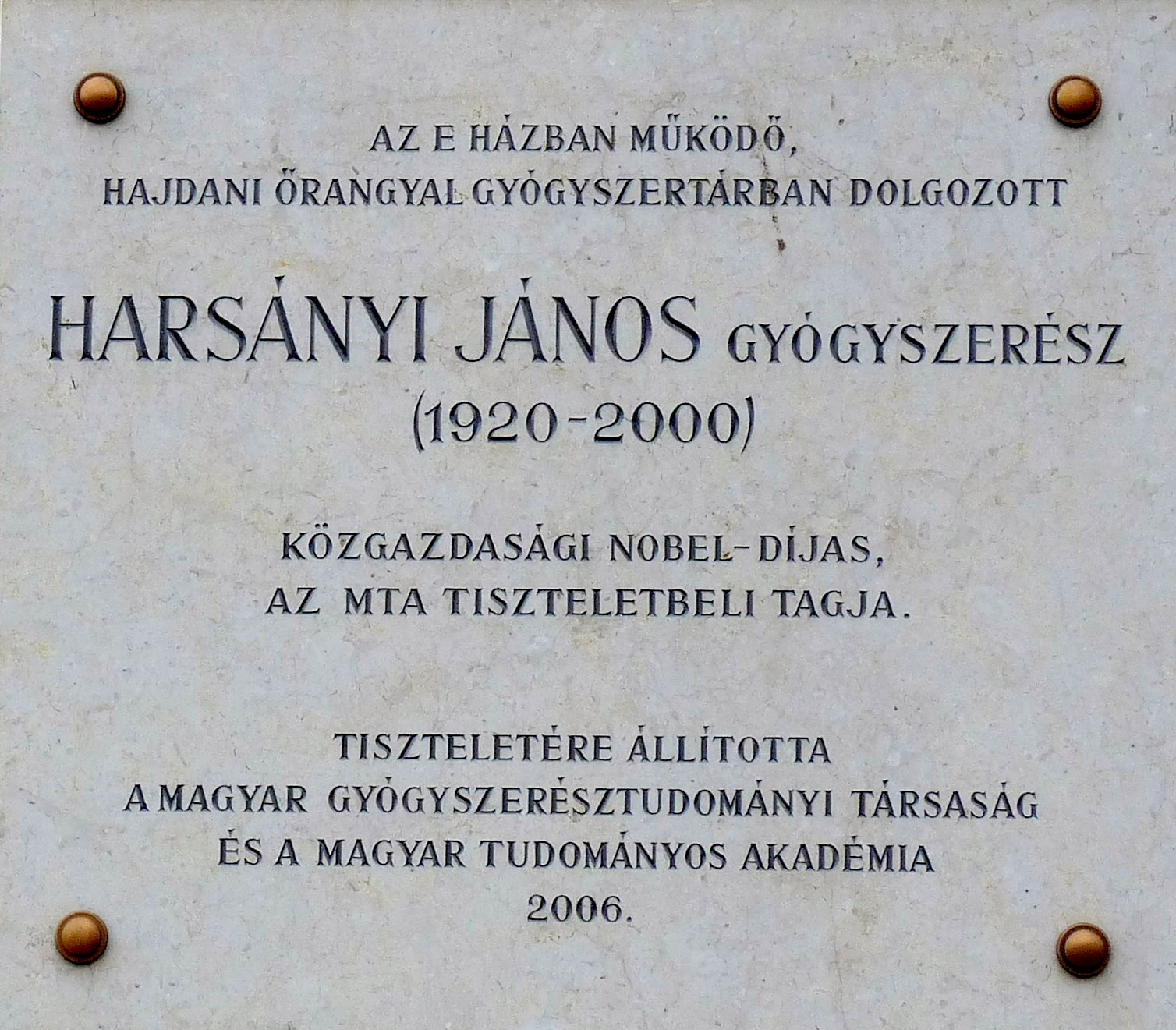
Harsányi János emléktáblája

145. – Zuglói vasalóház (Bosnyák utca 1/a)
1913–14-ben épült bérház Benedek Dezső tervei alapján. A legenda szerint a Róna utcai homlokzat felső ablaksorába a Nemzeti Színház első épületének bontásából megmentett nyílászárókat építettek be. A ház földszintjén működött az Őrangyal patika, amelynek tulajdonosa Harsányi Károly volt. 1948-ig fia Harsányi János (1920–2000) is itt dolgozott gyógyszerészként. Majd az államosítás előtt eladta a gyógyszertárat és külföldre távozott. 1994-ben közgazdasági Nobel-díjat kapott. 2006 óta emléktábla is őrzi az emlékét a ház falán.
174. – NFI stúdió / TV2 székház
A zuglói Corvin Filmgyár, miután 1928-ban tönkrement, állami kézbe került, Hunnia Filmgyár Rt. néven és 1931-ben már hangosfilmeket készített. Állami segítséggel a magyar filmgyártás úgy felfutott, hogy az 1940-es évek elejére Magyarország Európa harmadik legnagyobb filmgyártójává vált. A második világháború pusztításai után azonban egyetlen műterem sem maradt használható, két évbe telt, mire újraindulhatott a filmgyártás. 1964-ben a Hunnia és a Budapest Filmstúdiókat Magyar Filmgyártó Vállalat (Mafilm) néven összevonták. A vállalat kinőtte a zuglói telephelyet, ezért az 1970-es évek elején létrehozták a Fóti Filmgyárat. A központi székházon napjainkban a TV2-vel osztozik.
192. - Uzsoki Utcai Kórház
199. – Református templom
A telket 1893 júniusában gróf Teleki Lajos ajánlotta fel jutányos feltételekkel. A templom Feszty Gyula tervei alapján épült neobarokk stílusban. 1893. november 14-én Szász Károly püspök szentelte fel a főváros harmadik református templomát. 1913-ban avatták fel az orgonát. 1939-ben nyerte el hagymakupolás jellegét.
224. – Lakóház
1961. augusztus 6-án a Malév sétarepülője a házra zuhant. A balesetben 30 ember meghalt.

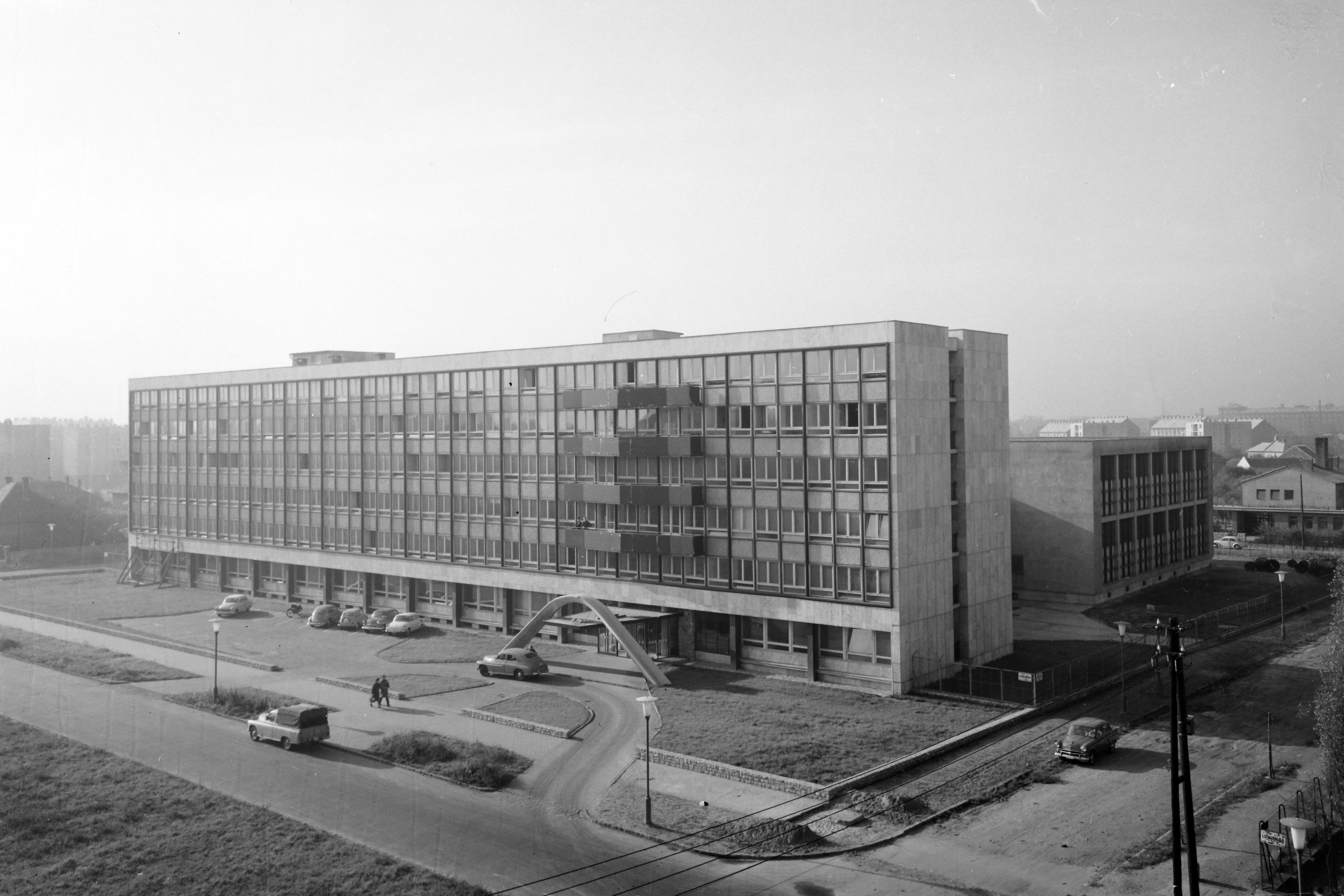
a Matáv egykori épülete (Róna utca 120–122.)
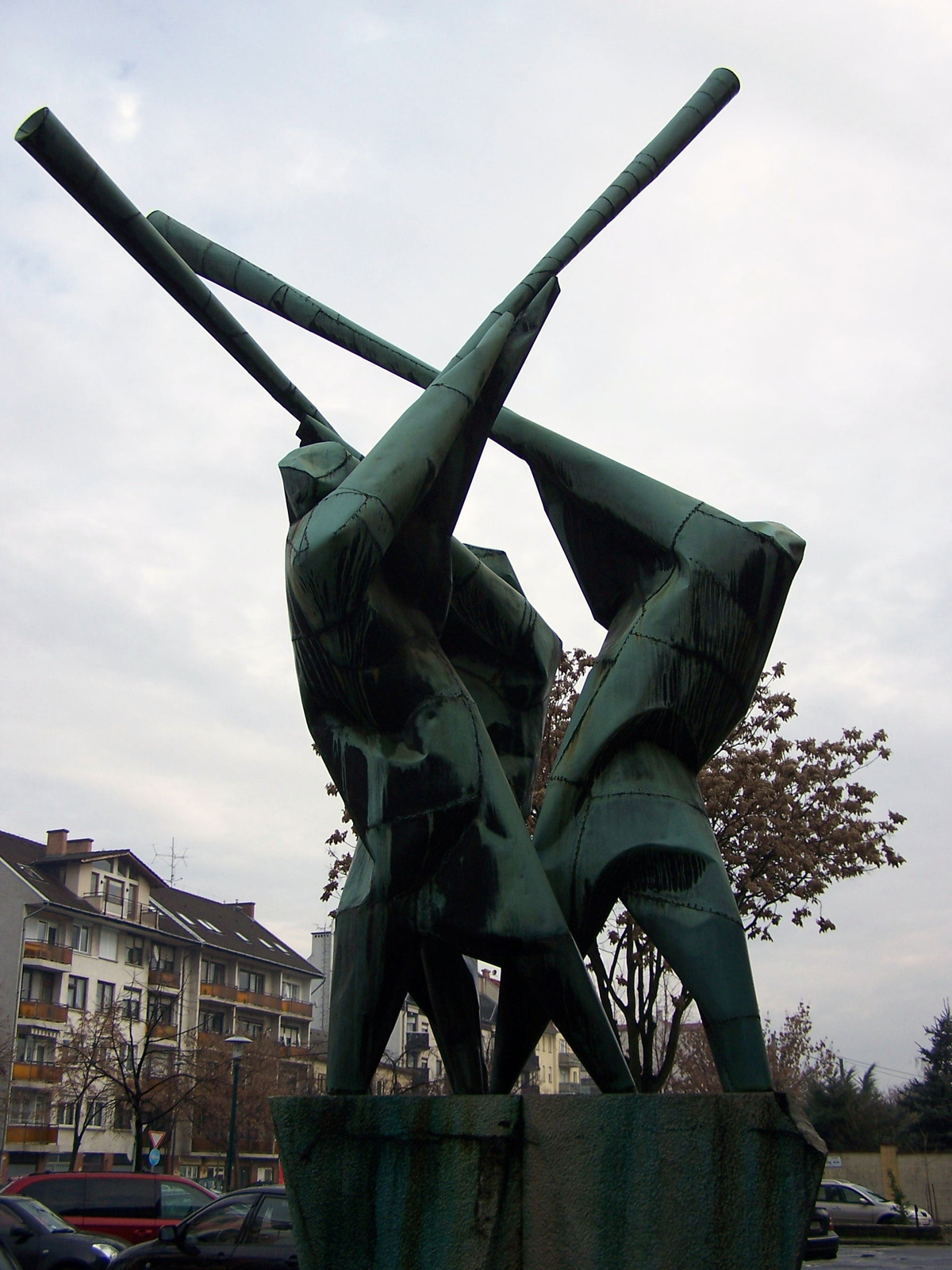
Kürtösök szobor, alkotó: Vígh Tamás ( Róna utca 120–122.)
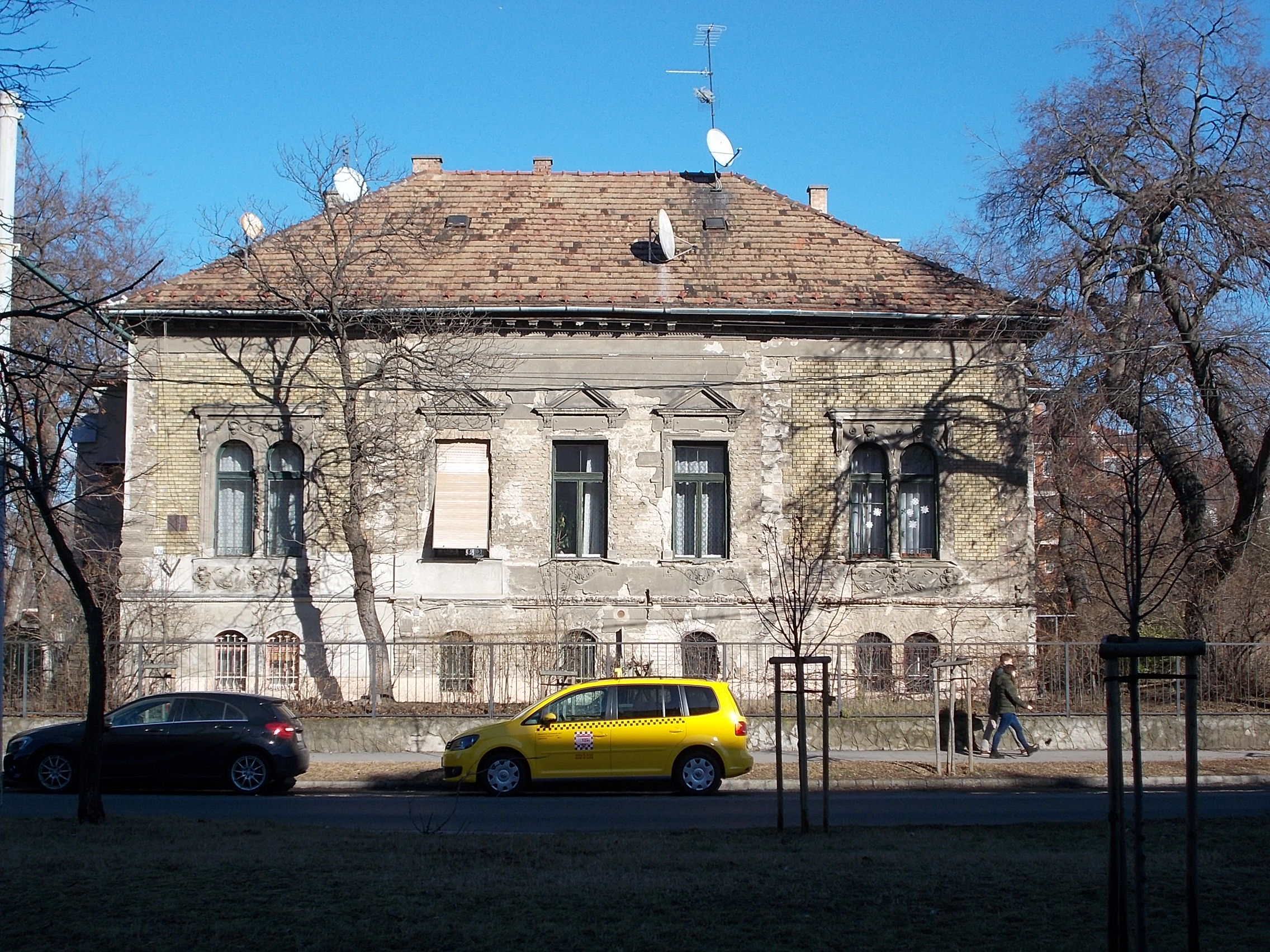
Családi ház (Róna utca 131.)
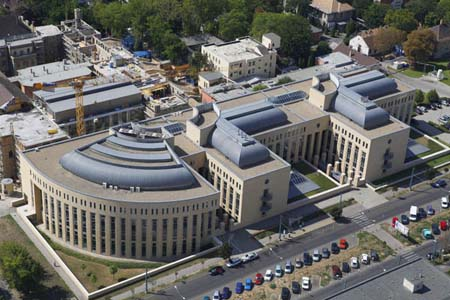
Uzsoki Utcai Kórház (Róna utca 192–214.)
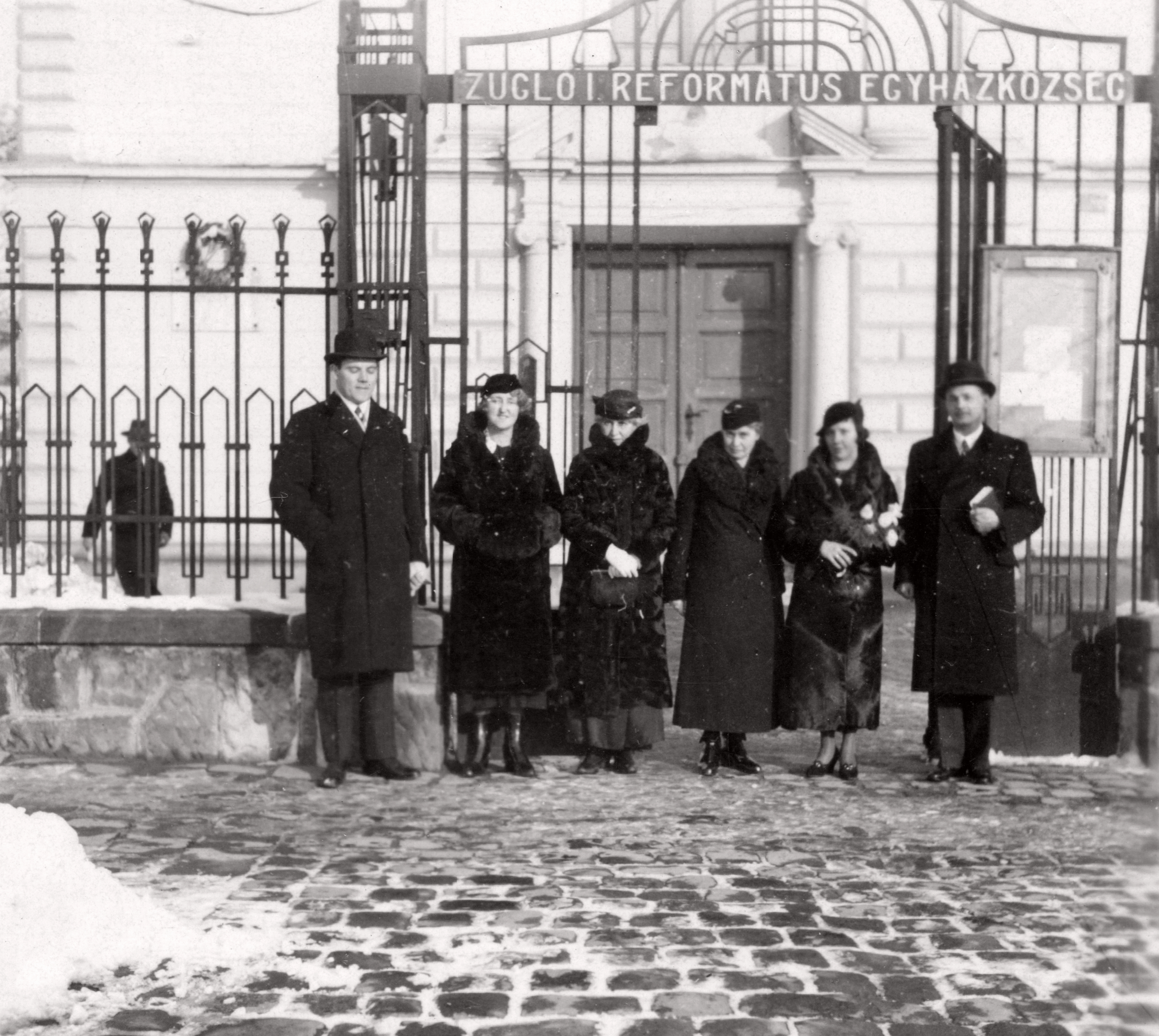
A református templom bejárata 1940-ben (Róna utca 199.)

## Közlekedése
1980. január 3-án indult meg a 82-es trolibusz vonala az Örs vezér tere és a Lumumba utca – Thököly út kereszteződése között. A vonalat 2002-ben az Erzsébet királyné útjáig hosszabbították meg, végállomása az Uzsoki Utcai Kórház lett. 2020 szeptembere óta a Mexikói útig közlekedik.
Csomópontok
| #  | Kereszteződés          | Közlekedési lámpa | BKK megállók | Keresztező BKK járatok               |
| -- | ---------------------- | ----------------- | ------------ | ------------------------------------ |
| 1. | Kerepesi út            | van               |              | 10                                   |
| 2. | Fogarasi út            | van               |              | 130 80 908, 931, 956, 990            |
| 3. | Mogyoródi út           | van               |              |                                      |
| 4. | Egressy út             | van               |              | 77                                   |
| 5. | Szugló utca            | nincs             | 82           |                                      |
| 6. | Thököly út             | van               | 82           | 7, 8E, 108E, 110, 112, 133E 907, 979 |
| 7. | Uzsoki Utcai Kórház    | nincs             | 82           |                                      |
| 8. | Erzsébet királyné útja | van               | 82           | 5 3, 69 973                          |
| 9. | Nagy Lajos király útja | van               |              | 32                                   |